# گوست بریگید
گوست بریگید (به فنلاندی: Ghost Brigade) یک گروه موسیقی فنلاندی در سبک ملودیک دوم متال است که فعالیت خود را در سال ۲۰۰۵ آغاز کرده است.

## اعضا
- Manne Ikonen - خواننده
- Joni Vanhanen - کیبورد
- Tommi Kiviniemi - گیتاریست
- Wille Naukkarinen - گیتاریست
- Veli-Matti Suihkonen - درامر
- Joni Saalamo - گیتار بیس

## آلبوم‌های استودیویی
- Guided By Fire ،۲۰۰۷
- Isolation Songs ،۲۰۰۹
- Until Fear No Longer Defines Us ،۲۰۱۱
- IV - One with the Storm ،۲۰۱۴